# Редутна вулиця (Київ)
Реду́тна ву́лиця — вулиця в Печерському районі міста Києва, місцевість Звіринець. Пролягає від вулиці Добровольчих батальйонів до Лаврської вулиці.
Прилучаються Радіальна вулиця, Редутний провулок, проїзди і проходи без назви до вулиці Добровольчих батальйонів.

## Історія
Вулиця виникла в 1950-ті роки під назвою 666-та Нова. Сучасна назва — з 1953 року, від розташованої поряд Старої Печерської фортеці.